# Бонанза (Колорадо)
Бонанза (англ. Bonanza) — місто (англ. town) в США, в окрузі Савоч штату Колорадо. Населення — 17 осіб (2020).

## Географія
Бонанза розташована за координатами 38°17′48″ пн. ш. 106°8′31″ зх. д. / 38.29667° пн. ш. 106.14194° зх. д. (38.296607, -106.141872).  За даними Бюро перепису населення США в 2010 році місто мало площу 1,13 км², уся площа — суходіл.

## Демографія
Згідно з переписом 2010 року, у місті мешкало 16 осіб у 10 домогосподарствах у складі 3 родин. Густота населення становила 14 особи/км².  Було 42 помешкання (37/км²).
Расовий склад населення:
| - 100,0 % — білих |

До двох чи більше рас належало 0,0 %. Частка іспаномовних становила 0,0 % від усіх жителів.
За віковим діапазоном населення розподілялося таким чином: 0,0 % — особи молодші 18 років, 68,7 % — особи у віці 18—64 років, 31,3 % — особи у віці 65 років та старші. Медіана віку мешканця становила 56,5 року. На 100 осіб жіночої статі у місті припадало 166,7 чоловіків;  на 100 жінок у віці від 18 років та старших — 166,7 чоловіків також старших 18 років.
Цивільне працевлаштоване населення становило 8 осіб. 